# Adam McGeorge
Adam McGeorge (né le 30 mars 1989 à Rotorua en Nouvelle-Zélande) est un joueur de football international néo-zélandais, qui évolue au poste de milieu de terrain.

## Biographie

### Carrière en club
Avec le club d'Auckland City, il remporte quatre Ligue des champions de l'OFC.
Il joue deux matchs lors de la Coupe du monde des clubs de la FIFA 2009 organisée à Abou Dabi.

### Carrière en sélection
Avec l'équipe de Nouvelle-Zélande, il joue deux matchs (pour aucun but inscrit) depuis 2012. 
Il figure dans le groupe des sélectionnés lors de la Coupe d'Océanie de 2012, où son équipe se classe troisième.
Il participe également aux Jeux olympiques de 2012. Lors du tournoi olympique organisé au Royaume-Uni, il joue un match contre la Biélorussie.

## Palmarès
| Central United - Coupe de Nouvelle-Zélande (1) : - Vainqueur : 2007. |  | Auckland City - Championnat de Nouvelle-Zélande (1) : - Champion : 2007-08. - Ligue des champions (4) : - Vainqueur : 2008-09, 2010-11,, 2011-12 et 2015. |  | Nouvelle-Zélande - Coupe d'Océanie (1) : - Troisième : 2012. |